# Polizia giapponese (Detective Conan)
La polizia giapponese (日本の警察?, Nihon no keisatsu) compare nella serie manga e anime Detective Conan, creata da Gōshō Aoyama. I diversi personaggi appartengono ai corpi di polizia delle diverse prefetture del Giappone. Alcuni di essi compaiono anche in Kaito Kid, altra serie manga e anime dello stesso autore.

## Polizia di Tokyo
La Polizia metropolitana di Tokyo (警視庁?, Keishichō) comprende diverse divisioni. Sia la prima sia la seconda squadra investigativa sono in realtà parte del Keijibu (刑事部?), che si occupa delle investigazioni sui criminali.

### Prima squadra investigativa
La prima squadra investigativa (捜査 一課?, sōsa itsuka) si occupa nella realtà di tutti i casi che non riguardano la seconda squadra, e in Detective Conan lavora soprattutto sui casi di omicidio, come afferma anche Conan. Comprende diversi personaggi principali e secondari.

#### Personaggi principali della prima squadra investigativa

##### Juzo Megure
Juzo Megure (目暮 十三?, Megure Jūzō) (40/50 anni) è un ispettore (警部?, keibu) a capo dell'unità di cui fanno parte Takagi e Sato, e un ex collega di Kogoro Mori. Dalla scomparsa di Shinichi Kudo, ha ricominciato a collaborare con Kogoro, convinto che sia il reale risolutore dei casi risolti da Conan Edogawa. Compare anche in Kaito Kid, nei due capitoli intitolati Black Star, terzo e quarto del quarto volume.

##### Wataru Takagi
Wataru Takagi (高木渉?, Takagi Wataru) (26 anni) è un agente (刑事?, keiji, termine che indica i tre gradi più bassi della polizia giapponese) in borghese, assistente dell'ispettore Megure, ed è innamorato di Miwako Sato, ma inizialmente è troppo timido per farsi avanti, nonostante il sentimento sia ricambiato. Compare prima nell'anime e poi nel manga. Prende il nome dall'omonimo doppiatore che gli dà la voce.

##### Miwako Sato
Doppiata in giapponese da Atsuko Yuya, e in italiano da Patrizia Scianca (ep. 140-141), Elisabetta Spinelli (ep. 156-278 e film 4), Paola Della Pasqua (ep. 325+ e film 7+).
Miwako Sato (佐藤 美和子?, Satō Miwako, nella versione italiana dell'anime è spesso usato "Sato" come se fosse il nome) (28 anni) è un agente (刑事?, keiji) donna, che compare molte volte all'interno della serie.
La prima volta la si vede solo girata di spalle nell'episodio 124 dell'anime (131 secondo la numerazione italiana), non tratto dal manga. Fa poi la sua prima comparsa nel manga nel file 10 del volume 19 (episodio 130 dell'anime, 140 secondo la numerazione italiana), ma non ha un ruolo rilevante. Il primo episodio in cui ha un ruolo importante nella storia è quello dei file dall'8 al 10 del volume 21 (episodi 146-147 dell'anime, 156-157 secondo la numerazione italiana), in cui viene introdotto l'ispettore Shiratori.
Come si può spesso notare, è innamorata, ricambiata, di Wataru Takagi, ma i due non hanno inizialmente il coraggio di dichiararsi. Sato si ingelosisce quando Takagi le fa credere di aver chiesto a Yumi di uscire con lui. Anche Shiratori è innamorato di lei, come altri poliziotti, e riesce a ottenere un incontro combinato (miai) con lei. Qui Sato è sicura che Takagi verrà ad aiutarla, tanto da promettere a Shiratori di sposarlo se ciò non avverrà, e l'incontro viene interrotto grazie a Conan e Araide (che era in realtà Vermouth travestita). Sato è però timorosa di perdere Takagi, come avvenne con il padre e con il collega di cui si era innamorata, Jinpei Matsuda, ma l'intervento di Takagi stesso, che le impedisce di uccidere il dinamitardo colpevole della morte di Matsuda, le fa cambiare idea. Il bacio fra i due è però interrotto prontamente dall'ispettore Megure. In seguito, i due si danno un appuntamento al luna park, rovinato dalla ricerca di uno spacciatore, anche se, alla fine, lei chiede a Takagi di starle sempre vicino. Gli chiede poi anche di non tradirla, credendo che lui stia per essere trasferito. In seguito, dopo un caso, i due stanno per baciarsi su un'auto, ma si interrompono perché Conan, Ran e Kogoro sono nei sedili posteriori: in Giappone è maleducazione baciarsi in pubblico. Tuttavia, quando Takagi le dona un anello, lei non riesce a capirne il significato. Successivamente ci sarà un "quasi bacio", in cui Takagi viene interrotto da Conan mentre cerca di baciare Sato, ma riusciranno poi a baciarsi: è la stessa Sato a prendere l'iniziativa, capendo che Takagi si sta lamentando di non riuscirci.
È consapevole, assieme a Takagi, delle capacità deduttive di Conan Edogawa, molto al di sopra di quelle di un normale bambino della sua età. La prima volta che vede Kogoro risolvere un caso da addormentato, gli si avvicina e lo tocca, rischiando di smascherare Conan. In seguito, Conan evita di addormentare Kogoro in presenza dell'agente Sato, per non essere scoperto.
Suo padre, Masayoshi Sato (佐藤 正義?, Satō Masayoshi), era nella polizia come keishi-sei (警視正,? grado immediatamente inferiore a quello di Odagiri, tradotto come "commissario" nella versione italiana dell'anime e impropriamente come "agente" in quella del manga), e morì in servizio diciotto anni prima, all'età di trentadue anni, quando lei era ancora una bambina. Da allora è stata cresciuta da sua madre e, una volta diventata poliziotta, con l'aiuto di Conan e Takagi, trova quello che pensava essere l'assassino del padre, scoprendo che invece era solo morto investito da un camion per salvare Shuji Kano, uno dei suoi quattro migliori amici d'infanzia e compagni del club di baseball ai tempi dell'università, il quale voleva suicidarsi dopo che il commissario aveva scoperto la sua rapina in una banca, conclusasi con l'omicidio accidentale della guardia di sicurezza. Miwako ha delle manette appartenute a suo padre, che tiene come ricordo.
Benché siano tre i gradi della polizia cui ci si può riferire con keiji, i più bassi nella polizia giapponese, si sa che è una keibu-ho (警部補?), il più alto tra questi tre gradi, perché per tre volte nella serie ci si riferisce a lei in questo modo: Conan si rivolge a lei chiamandola "keibu-ho" ("vice-ispettore" nella versione italiana del manga, mentre in quella dell'anime è chiamata solo "Sato"), utilizzando la voce di Takagi, quando lui e Araide bloccano l'incontro combinato, e sia lei che Shiratori credono che sia veramente Takagi; in seguito viene chiamata di nuovo così da Conan dopo che si è travestita dalla maestra Sumiko Kobayashi (in questo caso tradotto come "vice ispettrice" sia nel manga che nell'anime); infine, il grado appare una volta sulla sua tessera, tradotto come "vice ispettore" nel manga. Nella versione italiana dell'anime viene chiamata "vice ispettrice" anche nel caso del rapimento di Takagi, in luogo di un semplice keiji.

##### Ninzaburo Shiratori
Doppiato in giapponese da Kaneto Shiozawa (film 1-4 ed ep. 146-157), Kazuhiko Inoue (ep. 205+ e film 5+), Takako Honda (da bambino), e in italiano da Marco Balzarotti (ep. 156-157), Claudio Ridolfo (ep. 166-328 e film 1-6), Claudio Moneta (ep. 389-436, 511-518, 569+ e film 7+), Paolo Sesana (ep. 487-488), Luca Bottale (ep. 530), Renata Bertolas (da bambino).
Ninzaburo Shiratori (白鳥 任三郎?, Shiratori Ninzaburō) (28 anni) è un ispettore. È sempre vestito con una giacca e dei pantaloni azzurri.
Compare per la prima volta nel primo film, in cui è ancora agente, e riappare anche nel secondo film prima di essere introdotto, come l'agente Takagi, anche nel manga, nel volume 21 (file 9-10; episodi 146-147 dell'anime, 156-157 secondo la numerazione italiana), in cui afferma di essere stato promosso da keibu-ho (警部補? il più alto dei gradi cui ci si può riferire con keiji, tradotto "vice ispettore" nella versione italiana del manga e "assistente ispettore" in quella dell'anime) a ispettore. Tuttavia, nel terzo film, uscito dopo il file 9 del volume 21 ma prima della trasmissione dell'adattamento animato di tale capitolo, è ancora definito "agente" (keibu-ho nel riquadro che lo introduce). Alla sua prima comparsa nel manga, seppur senza ulteriori riferimenti alle trame dei film, si fa cenno a un suo precedente incontro con Conan, dato che vedendo il ragazzino dice "di nuovo lui" e sa già che è sempre insieme a Kogoro. Compare in quasi tutti i film della serie. Il cognome significa letteralmente "cigno".
Come molti altri poliziotti, è innamorato di Miwako Sato e riesce ad avere un incontro combinato (miai) con lei, interrotto grazie all'intervento di Conan e Araide (che era in realtà Vermouth travestita). Dopo il bacio fra quest'ultima e l'agente Takagi si innamora della maestra Sumiko Kobayashi, che riconosce come la bambina che aveva aiutato a fermare dei ladri in biblioteca e che gli aveva regalato un bicchiere con intorno un nastrino di carta a forma di fiore di ciliegio, mentre prima credeva che questa bambina fosse l'agente Sato. La maestra inizialmente lo evita affermando che forse la bambina era proprio Sato, dopo aver visto che le somiglia molto e aver saputo che piaceva a Shiratori, ma poi lui si dichiara e lei lo riconosce.
Shiratori è di una famiglia ricca e ha un maggiordomo, Isokichi Kamoi. Nel quarto film, che non è tratto dal manga e quindi non è stato scritto da Gōshō Aoyama, ha una sorella minore di nome Sara, che lavora a Tokyo come avvocato e si è appena sposata con Kotarō Haretsuki, un artista che non ha successo. La sorella e il cognato vengono citati anche nell'OAV I sedici sospetti, collegato al film e ambientato dopo essendo già sposati.

##### Kazunobu Chiba
Doppiato in giapponese da Isshin Chiba, Rikako Aizawa (da bambino), e in italiano da Lorenzo Scattorin (ep. 148-184, 221-230), Diego Sabre (ep. 202, 251+ e nei film), ? (da bambino), Gabriele Donolato (sesto special).
Kazunobu Chiba (千葉 和伸?, Chiba Kazunobu) (24 anni) è un agente sempre in borghese della prima squadra investigativa.
Compare prima nell'anime e poi nel manga: la sua prima apparizione è nell'episodio 138 (148 secondo la numerazione italiana), e fa quindi altre comparse nella serie televisiva e nel quarto film. Le sue prime due comparse nel manga sono nel file 6 del volume 27 e nel file 5 del volume 29, ma non compare negli episodi corrispondenti dell'anime (206 e 231 secondo la numerazione originale, 221 e 250 secondo la numerazione italiana). La sua prima comparsa sia nel manga che nell'anime è nel caso del miai di Sato (volume 32, file 11; episodio 253 dell'anime, 272 secondo la numerazione italiana). Soltanto molto più avanti viene rivelato il suo nome completo, Kazunobu Chiba. In precedenza viene chiamato solo con il cognome. Nell'anime viene rivelato anche che ha il grado di junsa-buchō (巡査部長?), il grado intermedio tra i tre a cui ci si riferisce con keiji.
Ama molto mangiare e infatti è cicciottello. È un patito dei tokusatsu come il telefilm di Kamen Yaiba, l'eroe dei Giovani Detective, e ha molti modellini in casa. Anche la sua auto ne è piena. Da piccolo gli piacevano già gli effetti speciali, e quando era in sesta elementare realizzò un video con essi insieme ai bambini che come lui erano addetti alle trasmissioni con l'altoparlante della scuola.
Alle elementari si innamorò di una bambina di nome Naeko Miike che fu costretta a trasferirsi, lasciandogli un messaggio che lui ritrova solo da adulto, scoprendo così che i suoi sentimenti erano corrisposti. Naeko è ora diventata una agente della stradale, ma lui non la riconosce ed i due non riescono a ritrovarsi, benché il loro sentimento sia corrisposto. Chiba ha un forte senso della giustizia, e lei se ne innamorò proprio perché le impedì di passare col rosso, diventando il primo a sgridarla, dato che essendo la figlia minore era molto coccolata dai genitori. Dopo averla salvata da un serial killer, finalmente la riconosce. 

#### Personaggi secondari della prima squadra investigativa
Questi poliziotti della prima squadra investigativa appaiono in pochi casi, ma con un ruolo importante all'interno di essi:

##### Kiyonaga Matsumoto
Doppiato in giapponese da Seizo Katō, e in italiano da Mario Zucca (ep. 19-234), Tony Fuochi (ep. 328-329), Sergio Romanò (ep. 424-425 e film 13), Stefano Albertini (ep. 582-586), Alessandro Maria D'Errico (ep. 733-735).
Kiyonaga Matsumoto (松本 清長?, Matsumoto Kiyonaga) (54 anni) è inizialmente il diretto superiore dell'ispettore Megure, con il grado di keishi (警視?) che, nonostante sia pari a quello del "commissario" Chaki, è stato tradotto in italiano come "questore" nel manga (anche se alla sua prima comparsa viene definito anche "commissario della questura centrale") e come "commissario", "sovraintendente"/"sovrintendente" (nonostante il sovrintendente sia un grado di molto inferiore nella polizia italiana), "sergente" o "questore" nell'anime. Inizialmente non viene rivelata la squadra di cui fa parte, anche se lo si vede dare ordini soltanto alla prima squadra investigativa. In seguito, Hyoe Kuroda afferma di averlo sostituito nel ruolo di capo di tale squadra: ora Matsumoto ha il grado di keishi-sei (警視正? omesso nella versione italiana del manga), immediatamente superiore al keishi.
Appare per la prima volta nel caso del tentato omicidio della sua unica figlia Sayuri, di ventisette anni, che si sta per sposare ed era l'insegnante di musica di Ran, Sonoko e Shinichi ai tempi della scuola media Teitan, e si scopre inoltre che sua moglie è morta. In seguito, le comparse nel manga sono molto rare. Appare anche nel tredicesimo film, in cui Irish lo rapisce e si traveste da lui su ordine del boss per infiltrarsi nella polizia, ma viene salvato da Sato e Takagi solo grazie ai Detective Boys.
Ha una cicatrice sul volto che gli taglia l'occhio sinistro, procuratagli con una katana dal serial killer Doji Hiramune quindici anni prima.

##### Yuminaga
Doppiato in giapponese da Natsuo Tokuhiro, e in italiano da Sergio Romanò (ep. 351-576), Marco Balzarotti (ep. 710).
Yuminaga (弓長?, Yuminaga), il cui nome di battesimo è sconosciuto, è un ispettore (警部?, keibu) della sezione incendi dolosi della prima squadra investigativa. Compare solo cinque volte nella serie: nei file da 2 a 5 del volume 39 (episodi 325-327 dell'anime, 351-353 secondo la numerazione italiana), nei file da 3 a 5 del volume 60, nei file da 5 a 7 del volume 61 (nell'anime questi ultimi due casi sono uniti negli episodi 509-511, 556-558 secondo la numerazione italiana), nell'episodio 658 dell'anime (710 secondo la numerazione italiana), nei file 7-8 del volume 93 (episodi 909-910 dell'anime), nei file 8-9 del volume 98 (episodio 1034 dell'anime) e nell'episodio 1113 dell'anime.
Ha avuto Kogoro Mori come subordinato per un breve periodo in passato, sempre nella sezione degli incendi dolosi. Quest'ultimo lo ha soprannominato "il mago degli incendi della prima squadra" (o "il signor fuoco del primo reparto", secondo la traduzione dell'anime).

##### Jinpei Matsuda
Doppiato in giapponese da Nobutoshi Canna, e in italiano da Patrizio Prata (ep. 327-328), Paolo Sesana (ep. 329).
Jinpei Matsuda (松田 陣平?, Matsuda Jinpei) è un agente (刑事?, keiji) in borghese che appare solamente in alcuni flashback, la prima volta nei file da 5 a 10 del volume 36 e nel file 1 del volume 37 (episodi 301, 302 e 304 dell'anime; 325 e 326 e da 327 a 330 secondo la numerazione italiana), in cui viene mostrato come fosse molto unito con Sato e come lei se ne fosse innamorata. Le sue capacità investigative erano quasi pari a quelle di Conan, in particolare nel decifrare facilmente messaggi in codice. Era tra gli artificieri, ma fu trasferito nella squadra dell'ispettore Megure perché si temeva un coinvolgimento personale dopo la morte di Kenji Hagiwara, il suo migliore amico e collega. Tre anni prima rispetto alla storia principale, all'età di 26 anni, anche lui è morto a causa della bomba dello stesso dinamitardo che ha ucciso il suo amico. In seguito, ricompare sempre in un flashback nel file 3 del volume 40 (episodio 359, 390 secondo la numerazione italiana) e nel file 9 del volume 64 (episodio 534, 585 secondo la numerazione italiana). Inoltre, nella locandina del decimo film, disegnata a mano dall'autore, compare insieme a Hagiwara, ma con un'aureola sulla testa essendo morti entrambi. È più tardi rivelato che frequentava l'accademia di polizia con Tooru Amuro, Wataru Date, Hagiwara e Hiromitsu Morofushi, e i cinque erano buoni amici. Nel ventesimo film, Amuro rivela a Conan che ha imparato proprio da lui come disinnescare una bomba.

##### Kenji Hagiwara
Doppiato in giapponese da Shin'ichirō Miki, e in italiano da Gianluca Iacono.
Kenji Hagiwara (萩原 研二?, Hagiwara Kenji) era il migliore amico e collega di Jinpei Matsuda quando quest'ultimo era ancora tra gli artificieri. Rimase ucciso sette anni prima, all'età di 22 anni, a causa della bomba di un dinamitardo, lo stesso che quattro anni dopo ha causato anche la morte di Matsuda. È più tardi rivelato che frequentava l'accademia di polizia con Tooru Amuro, Wataru Date, Matsuda e Hiromitsu Morofushi, e i cinque erano buoni amici.

##### Wataru Date
Doppiato in giapponese da Keiji Fujiwara (ep. 681-683), Hiroki Tochi (Wild Police Story, film 25, ep. 1109+), e in italiano da Paolo Sesana.
Wataru Date (伊達 航?, Date Wataru) (28 anni, deceduto) è menzionato nei capitoli dal file 9 del volume 76 al file 2 del volume 77 (episodi 681-683 dell'anime, 732-734 secondo la numerazione italiana).
Era l'agente che fece da istruttore a Takagi in polizia e insieme erano chiamati i Wataru Brothers (ワタル・ブラザーズ?, Wataru Burazāzu) perché entrambi si chiamano Wataru, anche se i nomi sono scritti con ideogrammi diversi. Morì un anno prima rispetto al tempo della storia principale, investito da un'auto il cui guidatore era addormentato, dopo aver fatto un appostamento per tutta la notte con Takagi. La sua fidanzata, un'insegnante di inglese di nome Natalie Kuruma, si suicidò il giorno dopo, credendo di essere stata abbandonata. Sato afferma che Date sembrava più vecchio e lo definisce "ghiotto di carne", in contrapposizione a Takagi, che potrebbe essere avvicinato allo stereotipo di "uomo erbivoro". Ha lasciato a Takagi un'agendina nera, che lui porta sempre con sé: Takagi si accorge che le parole "Ti affido questa" pronunciate in punto di morte dandogli l'agenda si riferivano al fatto che Date aveva in programma di recarsi a casa di lei con i suoi genitori per fargliela conoscere e conoscere i genitori di lei; Takagi invece non la informò né di questo né che era morto in un incidente stradale.
Date aveva parlato a Takagi di un uomo molto più bravo di lui alla scuola di polizia, dicendo che non sapeva che fine avesse fatto. Si vede poi Tooru Amuro recarsi sulla sua tomba e cancellare dal cellulare un vecchio messaggio in cui Date gli chiedeva di farsi vivo. Amuro lo definisce "amico mio". È più tardi rivelato che frequentava l'accademia di polizia con Amuro, Jinpei Matsuda, Kenji Hagiwara e Hiromitsu Morofushi, e i cinque erano buoni amici.

##### Hyoe Kuroda
Doppiato in giapponese da Yukimasa Kishino.
Hyoe Kuroda (黒田 兵衛?, Kuroda Hyōe) (50 anni) compare per la prima volta alla fine del file 9 del volume 86 (episodio 810 dell'anime) come capo della prima squadra investigativa della prefettura di Nagano. Successivamente, viene trasferito e diventa il nuovo capo della prima squadra investigativa della Polizia metropolitana di Tokyo, sostituendo quindi Kiyonaga Matsumoto.
Conan si accorge che Kuroda ha alcune delle caratteristiche fisiche che secondo Ai sono attribuite a Rum, il vice capo dell'Organizzazione nera, dalle voci che girano nella stessa: ha un occhio solo ed è di grossa corporatura. Poco dopo chiede informazioni su di lui a Yui Uehara, che lo informa che Kuroda è rimasto in coma per quasi dieci anni dopo un grave incidente, che è probabilmente la causa dei segni di ustione sul suo volto: per questo è stato trasferito dall'agenzia nazionale alla polizia locale, cosa che normalmente avviene a persone più giovani. Secondo Yui, Kuroda afferma di avere ogni tanto delle lacune di memoria ed è rimasto sconvolto dopo essersi svegliato, perché vedendo i propri capelli bianchi anziché neri sembrava un'altra persona. Pare che il suo occhio destro sia artificiale.
Kuroda sa molto riguardo a Conan: afferma che all'agenzia nazionale di polizia si parla di lui come il cervello di Kogoro Mori. Conan rimane stupito di questo fatto e invia una foto di lui ad Ai, chiedendole se l'ha già visto, ma la sua risposta è negativa. Quando Kuroda viene trasferito, Takagi ha già appreso che Conan lo conosce, e Kuroda porge la mano a Conan dicendo che è lieto di averlo conosciuto e che era sicuro che il ragazzino avrebbe aiutato nella risoluzione di un caso. Kuroda è interessato al caso di 17 anni fa e lo collega all'insegnante Rumi Wakasa, dimostrando anche di conoscerla, dato che quando scopre che sarebbe andata in campeggio con i Detective Boy afferma che non è una cosa che avrebbe fatto. Pare anche interessato alla notizia riguardo al coinvolgimento di Shinichi Kudo in un caso. Nel file 1017 si vede discutere al telefono con Toru Amuro e si riferisce a lui chiamandolo con il suo nome in codice "Bourbon".

#### Personaggi minori della prima squadra investigativa
Questi poliziotti della prima squadra investigativa hanno sempre un ruolo marginale negli episodi in cui compaiono:
- Manabu Fujimaki (藤巻 学?, Fujimaki Manabu) è un ispettore (警部?, keibu), diretto subordinato di Shiratori. Compare la prima volta nei file da 1 a 3 del volume 40 (episodi 358-359 dell'anime, 389-390 secondo la numerazione italiana): il nome viene rivelato dal distintivo di polizia solo nell'anime. In seguito, le comparse sono abbastanza frequenti solo nell'anime. Per i film compare solo in Lupin Terzo vs Detective Conan. È innamorato di Sato e dunque geloso di Takagi, tanto da complottare con tutta la polizia perché resti single. Doppiato in giapponese da Banjō Ginga (ep. 358-359).
- Takikawa (中村?), il cui nome di battesimo è sconosciuto, è un giovane agente (刑事?, keiji) in borghese. Compare la prima volta nei file da 1 a 3 del volume 40 (episodi 358-359 dell'anime, 389-390 secondo la numerazione italiana) e in seguito le comparse sono abbastanza frequenti, ma solo nell'anime. Per i film compare solo in Lupin Terzo vs Detective Conan. Viene accreditato con il cognome solo nei titoli di coda degli episodi 358-359. Assomiglia parecchio a Jugo Yokomizo. È innamorato di Sato e dunque geloso di Takagi, tanto da complottare con tutta la polizia perché resti single. Doppiato in giapponese da Yasuhiko Kawazu (ep. 358-359).
- Oda (井田?)[50] è un giovane agente (刑事?, keiji) in borghese. Compare la prima volta nei file da 1 a 3 del volume 40 (episodi 358-359 dell'anime, 389-390 secondo la numerazione italiana) e in seguito le comparse sono abbastanza frequenti solo nell'anime. È innamorato di Sato e dunque geloso di Takagi, tanto da complottare con tutta la polizia perché resti single.[51] Doppiato in giapponese da Takehiro Murozono (ep. 358-359).
- Nakamura (滝川?), il cui nome di battesimo è sconosciuto, è un agente (刑事?, keiji) in borghese. Compare la prima volta nei file da 1 a 3 del volume 40 (episodi 358-359 dell'anime, 389-390 secondo la numerazione italiana) e in seguito le comparse sono abbastanza frequenti, ma solo nell'anime. Viene accreditato con il cognome solo nei titoli di coda degli episodi 358-359. È innamorato di Sato e dunque geloso di Takagi, tanto da complottare con tutta la polizia perché resti single. Doppiato in giapponese da Shinya Ōtaki (ep. 358-359).
- Kobayashi (小林?), il cui nome di battesimo è sconosciuto, è un giovane agente (刑事?, keiji) in borghese della prima squadra investigativa, tranne per il terzo film, in cui fa parte della seconda squadra investigativa. Compare solo nell'anime, precisamente nel terzo film, negli episodi 146-147, 152, 177, 181 e 184 (156-157, 162, 191, 195 e 198 secondo la numerazione italiana), nel quarto film e negli episodi 193, 230-231, 273 e 321-322 (208, 249-250, 295 e 346-347 secondo la numerazione italiana), ed è accreditato per la prima volta con il cognome nell'episodio 181. Lo stesso character design, lo stesso doppiatore e lo stesso cognome furono utilizzati anche per un giovane dipendente di Nichiuri TV che aiutava una conduttrice delle previsioni del tempo nell'episodio 123 (130 secondo la numerazione italiana). Il personaggio compare con questo ruolo solo una volta: dopodiché, le tre caratteristiche passano al poliziotto, senza che sia data alcuna giustificazione nella storia. Doppiato in giapponese da Sadao Nunome.
- Yokoyama (横山?), il cui nome di battesimo è sconosciuto, è un giovane agente (刑事?, keiji) in borghese della prima squadra investigativa, tranne per il terzo film, in cui fa parte della seconda squadra investigativa. Compare solo nell'anime, precisamente nel terzo film, negli episodi 147, 155-156-157, 161 e 177 (157, 165-166-167, 171 e 191 secondo la numerazione italiana), nel quarto film e negli episodi 230 e 273 (249 e 295 secondo la numerazione italiana), ed è accreditato per la prima volta con il cognome nell'episodio 155. Anche lui è innamorato di Sato e quindi geloso di Takagi, tanto da complottare con tutta la polizia perché resti single.[52] Nel caso allo Haido City Hotel, Vermouth viene interrogata in inglese da un agente con gli occhiali, ma nelle scene dei titoli di coda dell'anime è sostituito da Yokoyama.[53] Doppiato in giapponese da Takayuki Inoue.
- Kojima (小島?), il cui nome di battesimo è sconosciuto, è un agente (刑事?, keiji) in borghese della prima squadra investigativa, tranne per il terzo film, in cui fa parte della seconda squadra investigativa. Compare solo nell'anime. Doppiato in giapponese da Toshihiko Nakajima (ep. 147), Takashi Nagasako (ep. 171) e Hiromichi Kogami (ep. 269).
- Okumura (奥村?), il cui nome di battesimo è sconosciuto, è un giovane agente (刑事?, keiji) in borghese. Compare la prima volta nei file da 1 a 3 del volume 40 (episodi 358-359 dell'anime, 389-390 secondo la numerazione italiana) e in seguito le comparse sono abbastanza frequenti solo nell'anime. Viene accreditato con il cognome solo nei titoli di coda degli episodi 475 e 480 (515 e 523 secondo la numerazione italiana). È innamorato di Sato e dunque geloso di Takagi, tanto da complottare con tutta la polizia perché resti single. Doppiato in giapponese da Ken Narita.
- Fukui (福井?), il cui nome di battesimo è sconosciuto, è un giovane agente (刑事?, keiji) in borghese. Compare la prima volta nei file da 1 a 3 del volume 40 (episodi 358-359 dell'anime, 389-390 secondo la numerazione italiana) e in seguito le comparse sono abbastanza frequenti solo nell'anime. Per i film compare solo nel ventesimo. È innamorato di Sato e dunque geloso di Takagi, tanto da complottare con tutta la polizia perché resti single. Doppiato in giapponese da Yasuhiko Kawazu (ep. 358-359), Kiyoshi Yanada (ep. 449), Eiji Yanagisawa (ep. 547).
- Kawanaka (川中?), il cui nome di battesimo è sconosciuto, è un giovane agente (刑事?, keiji) in borghese. Compare la prima volta nei file da 1 a 3 del volume 40 (episodi 358-359 dell'anime, 389-390 secondo la numerazione italiana) e in seguito le comparse sono abbastanza frequenti solo nell'anime. Nei titoli di coda dell'episodio 480 (523 secondo la numerazione italiana), i due ideogrammi che formano il cognome sono stati invertiti e si può quindi traslitterare Nakagawa. Assomiglia come una goccia d'acqua a Kogoro Mori quando era giovane e non aveva ancora i baffetti. È innamorato di Sato e dunque geloso di Takagi, tanto da complottare con tutta la polizia perché resti single. Doppiato in giapponese da Junichi Sugawara (ep. 480).
- Saito (斉藤?, Saitō), il cui nome di battesimo è sconosciuto, è un giovane agente (刑事?, keiji) in borghese. Compare la prima volta nei file da 1 a 3 del volume 40 (episodi 358-359 dell'anime, 389-390 secondo la numerazione italiana) e in seguito le comparse sono abbastanza frequenti solo nell'anime. È innamorato di Sato e dunque geloso di Takagi, tanto da complottare con tutta la polizia perché resti single. Doppiato in giapponese da Dai Matsumoto (ep. 358-359), Masahiko Horio (ep. 393).
- Horita (堀田?), il cui nome di battesimo è sconosciuto, è un giovane agente (刑事?, keiji) in borghese e con gli occhiali. Compare la prima volta nei file da 1 a 3 del volume 40 (episodi 358-359 dell'anime, 389-390 secondo la numerazione italiana) e in seguito le comparse sono abbastanza frequenti solo nell'anime. È innamorato di Sato e dunque geloso di Takagi, tanto da complottare con tutta la polizia perché resti single. Doppiato in giapponese da Hisao Egawa (ep. 358-359), Kenji Hamada (ep. 393), Hiroshi Kawaguchi (ep. 397), Hiromichi Kogami (ep. 468).
- Sogawa (十川?), il cui nome di battesimo è sconosciuto, è un giovane agente (刑事?, keiji) in borghese. Compare la prima volta nei file da 1 a 3 del volume 40 (episodi 358-359 dell'anime, 389-390 secondo la numerazione italiana) e in seguito le comparse sono abbastanza frequenti solo nell'anime. Nella versione italiana del manga, il cognome è stato erroneamente traslitterato Zogawa. È innamorato di Sato e dunque geloso di Takagi, tanto da complottare con tutta la polizia perché resti single. Doppiato in giapponese da Tomoya Kawai (ep. 358-359), Takashi Nagasako (ep. 486).
- Sugita (杉田?) è un giovane agente (刑事?, keiji) in borghese. Compare la prima volta nei file da 1 a 3 del volume 40 (episodi 358-359 dell'anime, 389-390 secondo la numerazione italiana) e in seguito le comparse sono abbastanza frequenti solo nell'anime. Viene accreditato con il cognome solo nei titoli di coda dell'episodio 480 (523 secondo la numerazione italiana). Per i film compare solo nel ventesimo. È innamorato di Sato e dunque geloso di Takagi, tanto da complottare con tutta la polizia perché resti single. Doppiato in giapponese da Hiromichi Koyama (ep. 480).
- Miyazaki (宮崎?) è un giovane agente (刑事?, keiji) in borghese. Compare la prima volta nei file da 1 a 3 del volume 40 (episodi 358-359 dell'anime, 389-390 secondo la numerazione italiana) e in seguito le comparse sono abbastanza frequenti solo nell'anime. È innamorato di Sato e dunque geloso di Takagi, tanto da complottare con tutta la polizia perché resti single. Doppiato in giapponese da Dai Matsumoto.
- Takano (高野?) è un agente (刑事?, keiji) in borghese. Compare la prima volta nei file da 1 a 3 del volume 40 (episodi 358-359 dell'anime, 389-390 secondo la numerazione italiana) e in seguito le comparse sono abbastanza frequenti solo nell'anime, ma viene anche menzionato una volta nel manga[54]. Ha il grado di keibu-ho (警部補?), il più alto dei tre cui ci si riferisce con keiji, tradotto come "vicecommissario" nella versione italiana del manga e come "tenente" in quella dell'anime.[55] È innamorato di Sato e dunque geloso di Takagi, tanto da complottare con tutta la polizia perché resti single. Doppiato in giapponese da Kōji Ishii (ep. 358-359).
- Hirota (広田?), il cui nome di battesimo è sconosciuto, è un giovane agente (刑事?, keiji) in borghese. Compare solo nell'anime, la prima volta nell'episodio 413 (447 secondo la numerazione italiana). Viene accreditato con il cognome solo nei titoli di coda degli episodi 413 e 486 (447 e 529 secondo la numerazione italiana). Doppiato in giapponese da Isshin Chiba (ep. 413), Katsumi Toriumi (ep. 486), Shigeru Shibuya (ep. 800).
- Terashima (寺島?), il cui nome di battesimo è sconosciuto, è un giovane agente (刑事?, keiji) in borghese. Compare solo negli episodi 360, 363, 368 e 393 dell'anime (391, 394, 399 e 427 secondo la numerazione italiana). Viene accreditato con il cognome solo nei titoli di coda dei primi due episodi. Doppiato in giapponese da Kōichi Tōchika.

### Seconda squadra investigativa
Benché nella realtà si occupi di crimini legati ai gangster e ai colletti bianchi, in Detective Conan la seconda squadra investigativa (捜査 二課?, sōsa nika) compare soltanto per dare la caccia a Kaito Kid. Infatti, come spiega Conan, i casi di furto più importanti vengono affidati a questa squadra. È l'unica squadra a comparire anche in Kaito Kid, dove è menzionata per la prima volta nel capitolo Dark Knight (1ª parte), benché i personaggi fossero comparsi già prima.

#### Ginzo Nakamori
Doppiato in giapponese da Unshō Ishizuka (ep. 76-888, film 3-19, Lupin Terzo vs Detective Conan, OAV, Magic Kaito e Magic Kaito 1412), Kōji Ishii (film 23+, ep. 983+ e Detective Conan: The Culprit Hanzawa), e in italiano da Sergio Romanò (ep. 78-79), Claudio Moneta (film 3), Riccardo Lombardo (ep. 235-236), Diego Sabre (ep. 386-387, 562+, film 10 e Magic Kaito 1412), Marco Balzarotti (film 8 e Lupin Terzo vs Detective Conan), Stefano Albertini (ep. 509).
Ginzo Nakamori (中森 銀三?, Nakamori Ginzō) (41 anni) è stato introdotto prima nel manga Kaito Kid, di cui è il coprotagonista. È l'ispettore (警部?, keibu) incaricato delle indagini su Kaito Kid, nonché suo acerrimo nemico e inseguitore fin dall'inizio della sua carriera di ladro, ma non il principale antagonista della serie. Ignora la vera identità di Kaito Kid.

#### Shintaro Chaki
Doppiato in giapponese da Nobuo Tanaka, e in italiano da Giovanni Battezzato (ep. 78-79), Cesare Rasini (film 3, ep. 776 e Magic Kaito 1412), Francesco Orlando (ep. 589), Lorenzo Scattorin (ep. 678).
Shintaro Chaki (茶木 神太郎?, Chaki Shintarō) (49 anni) è il capo della seconda squadra, con il grado di keishi (警視?), tradotto nella versione italiana del manga come "commissario" e in quella dell'anime come "ispettore" (traduzione impropria, dato che così viene chiamato anche Nakamori) o "commissario". Appare per la prima volta nel file 6 del volume 16 (episodio speciale 76 dell'anime, 78 secondo la numerazione italiana) e poi lo si vede raramente; compare anche in Dark Knight (1ª parte), un capitolo del quarto volume di Kaito Kid, uscito dopo la sua comparsa in Detective Conan, e nel dodicesimo special televisivo di Kaito Kid, da esso tratto. Viene poi menzionato in un altro capitolo di Kaito Kid, Phantom Lady (1ª parte), e nel nono episodio di Magic Kaito 1412 da esso tratto. È amico di Jirokichi Suzuki e si sono laureati nella stessa università.

#### Konno
Doppiato in giapponese da Yasunori Matsumoto (film 8).
Konno (紺野?), il cui nome di battesimo è sconosciuto, è un giovane agente (刑事?, keiji) in borghese della seconda squadra investigativa e l'assistente dell'ispettore Nakamori. Compare la prima volta nel volume 4 del manga Kaito Kid (nel terzo e quarto capitolo, intitolati Black Star; episodio speciale 219 dell'anime Detective Conan, 236 secondo la numerazione italiana) e ricompare nel capitolo Midnight Crow (2ª parte). In Detective Conan, oltre alla comparsa nel sopraccitato episodio tratto dal manga Kaito Kid, compare anche nell'ottavo e nel quattordicesimo film, nell'episodio speciale 356 (386-387 secondo la numerazione italiana, ma non nel manga), nel primo e nel sesto OAV. Per gli special televisivi di Kaito Kid, compare in tutti gli episodi, tranne nel terzo, quinto e sesto: il cognome viene rivelato solo nei titoli di coda a partire dal settimo. Compare infine negli episodi 1, 6, 12, 22 e 24 di Magic Kaito 1412.
Alla sua prima comparsa, quando Nakamori non è ancora nella seconda squadra investigativa, lavora già con lui al posto di polizia di Minato, che fa parte della questura di Tokyo, ma la squadra non viene specificata: l'ispettore sarà comunque trasferito in seguito. Kaito Kid si traveste da lui nel decimo special, mentre nel corrispettivo capitolo del manga si traveste da un altro agente sconosciuto. Finora è l'unico subordinato di Nakamori che esprime molto apertamente il suo disappunto sulle scarse capacità del suo capo nella cattura di Kaito Kid, preferendo di gran lunga collaborare con Saguru Hakuba e Shinichi Kudo, di cui è un grande ammiratore. Naturalmente, per questo suo comportamento da insubordinato, Nakamori va sempre su tutte le furie e lo gonfia di botte in presenza dei suoi uomini come punizione esemplare.

### Polizia stradale
Le tre agenti della stradale sono le uniche tra i personaggi ricorrenti a comparire sempre in uniforme e non in borghese.

#### Yumi Miyamoto
Doppiata in giapponese da Yū Sugimoto, e in italiano da Lorella De Luca (ep. 156), Rosa Leo Servidio (ep. 259+), Beatrice Caggiula (Lupin Terzo vs Detective Conan).
Yumi Miyamoto (宮本 由美?, Miyamoto Yumi) (28 anni) è una giovane agente (刑事?, keiji) della stradale che compare per la prima volta nel file 8 del volume 21 (episodio 146 dell'anime, 156 secondo la numerazione italiana).
Ha il grado di keibu-ho (警部補?), il più alto dei tre gradi cui ci si riferisce con keiji, tradotto come "vice-ispettore" nella versione italiana del manga. È amica di Miwako Sato, anche fuori dal lavoro dato che alla sua prima comparsa Sato dice che sono uscite insieme. Yumi cerca più volte di aiutare Takagi e Sato a dichiararsi, ma senza successo. Al contrario, vuole evitare che Chiba capisca chi è Naeko Miike, perché così rimarrebbe l'ultima a sposarsi. Ha due cani di nome Star e Hachi ed è allergica ai gatti.
Racconta ai Detective Boys di aver mollato il suo ex fidanzato poiché "troppo infantile". Quest'ultimo appare molto più tardi nella storia, e il suo nome è Shukichi Haneda, ma lei lo chiama "Chukichi", mentre lui la chiama "Yumi-tan". Yumi afferma di averlo conosciuto su un treno e che dalla sua casa sembrava ricco. Poi lo lasciò perché, dopo che lei gli disse che dovevano lasciarsi perché doveva diventare una poliziotta, lui le diede una busta e le disse di aspettare finché non "li avesse collezionati tutti e sette", ma visto che non la contattava più, lei lo lasciò veramente. Inoltre, Yumi afferma di aver perso la busta. Si scopre quindi che è un giocatore professionista di shōgi e che, prima di rivelarlo a Yumi, voleva vincere tutti e sette i titoli di questo gioco; lei, infatti, gli aveva detto che la moglie di un campione di sumo doveva sentirsi una regina perché lui aveva vinto sei titoli, ma non si aspettava così tanto da Shukichi. Tuttavia, quando Yumi viene informata del fatto che Shukichi sia un meijin, elude il discorso, capendo quindi soltanto che pratica un'attività in cui si può ottenere tale titolo. In seguito Shukichi le dà un appuntamento e lei lo informa di aver buttato la busta ancora chiusa, andandosene quando lui afferma di averla chiamata solo per chiederle se l'aveva ancora. Dopo che Shukichi, per salvare Yumi da un rapimento, ha interrotto una partita che gli avrebbe permesso di vincere l'ultimo dei sette titoli, lei lo accompagna con la sirena della polizia per permettergli di concludere in tempo la partita, ma una volta che sono arrivati lui si accorge di aver perso la foto di Yumi che faceva con una mano il segno di vittoria, usata da lui come portafortuna; Yumi quindi lo bacia, dicendogli che il bacio è un portafortuna più efficace. In seguito, però, lei lo considera di nuovo il suo ex, perché ogni volta che gli chiedeva di uscire insieme lui declinava, affermando di avere molto da fare. Yumi però torna a interessarsi alla busta lasciatale da lui quando Sato le fa notare che potrebbe contenere una domanda di registrazione di matrimonio e che lui è un campione di shogi. Yumi scopre quindi che la busta contiene effettivamente un documento del genere in cui come professione del marito è indicata "giocatore di shogi detentore di sette titoli", il che non lo rende valido se lui perde uno dei titoli; lui ha dichiarato in un'intervista di non aver ricevuto risposta dalla donna che ama, il che lo rende inquieto durante una partita per la difesa di un titolo, che in effetti perde. Dopo la partita chiede a Yumi di buttare la busta, affermando di non poter cambiare la sua decisione, ma lei gli promette di ascoltare quello che avrà da dirle solo se otterrà di nuovo i sette titoli, scoprendo solo in seguito che per questo dovrà aspettare un anno. I due si sono conosciuti su un treno, quando lui si addormentò sulla spalla di lei, che lo svegliò soltanto una volta arrivati alla stazione dove lui doveva scendere, secondo quanto scritto sul suo biglietto; una volta scesi, Shukichi si accorge che Yumi stava per tornare indietro, e aveva quindi atteso senza svegliarlo dove lei doveva scendere. Chiedendogliene il motivo, Yumi gli disse che il suo viso mentre dormiva era molto carino.

#### Naeko Miike
Doppiata in giapponese da Rie Tanaka, e in italiano da Beatrice Caggiula (ep. 675), Martina Felli (Lupin Terzo vs Detective Conan ed ep. 711-712), Alessandra Karpoff (ep. 733).
Naeko Miike (三池 苗子?, Miike Naeko) (24 anni) è un'amica d'infanzia di Chiba, di cui lui era innamorato, che è diventata un'agente (刑事?, keiji) della stradale: è stata trasferita da Haido a Beika e quindi ora lavora insieme a Yumi. Compare per la prima volta nei file 1-2 del volume 71 (episodio 624 dell'anime, 675 secondo la numerazione italiana). Ha il grado di junsa-buchō (巡査部長?), il grado intermedio tra i tre a cui ci si riferisce con keiji, tradotto come "sottufficiale di polizia" nella versione italiana del manga. Da piccola faceva parte insieme a Chiba degli addetti alle trasmissioni con l'altoparlante della scuola; era la figlia minore e quindi molto coccolata dai genitori: si innamorò di Chiba perché fu il primo a sgridarla, impedendole di passare col rosso. Fu costretta a trasferirsi, lasciandogli un messaggio che lui ritrova solo da adulto, scoprendo così che i suoi sentimenti erano corrisposti. Tuttavia, vedendola da adulta, Chiba non la riconosce, mentre lei lo riconosce subito. Aveva telefonato a Chiba prima di una rimpatriata dei compagni delle elementari, ma poi non ci è andata e dice agli altri che lo ha fatto perché ha già incontrato chi ama, ma quando Chiba lo apprende, pensa che si sia innamorata di un altro. Lei invece, sentendo che afferma di essere stato rifiutato, crede che sia stata un'altra a farlo e che ora sia libero. Dopo averla salvata da un serial killer, finalmente Chiba si ricorda di lei.

#### Numata
Doppiata in giapponese da Junko Noda (ep. 350), Chie Nakamura (ep. 428), Nakyō Nagasawa (ep. 624).
Numata (沼田?) è una giovane agente (巡査?, junsa) della stradale e diretta sottoposta di Yumi. Compare solo nei file 4-5 del volume 43 (episodi 350-351 dell'anime, 380-381 secondo la numerazione italiana), nel file 7 del volume 47 (episodio 402, 436 secondo la numerazione italiana), nei titoli di coda dell'episodio speciale 425 (non presenti nella versione italiana), nel file 7 del volume 49 (episodio 428, 466 secondo la numerazione italiana), nell'episodio speciale 449 (487-488 secondo la numerazione italiana) e nel file 2 del volume 71 (episodio 624, 675 secondo la numerazione italiana). Il cognome viene rivelato solo nell'anime. È molto amica di Naeko, tanto da spingerla spesso a prendere delle iniziative nella sua storia d'amore con Chiba.

### Polizia scientifica

#### Tome
Doppiato in giapponese da Naoki Makishima (ep. 18, 98), Toshihiko Nakajima (ep. 51, 74, 102-142, 184-328, film 5 e 9, ep. 507+), Takashi Nagasako (ep. 170), Takeharu Ōnishi (ep. 386), e in italiano da Maurizio Scattorin (ep. 19), Luca Bottale (ep. 52), Stefano Albertini (ep. 76, 135, 145), Antonio Paiola (ep. 104-109), Diego Sabre (ep. 126, 706), Marco Balzarotti (ep. 152, 642+), Matteo Zanotti (ep. 181), Marco Pagani (ep. 199-254, 348 e film 5), Mario Zucca (ep. 347), Claudio Ridolfo (ep. 420), Pietro Ubaldi (ep. 554-595), Alberto Sette (film 9).
Tome (トメ?), il cui nome di battesimo è sconosciuto, è un agente (刑事?, keiji) della polizia scientifica. Compare solo nell'anime, la prima volta nell'episodio 8, ed è accreditato per la prima volta con il cognome nei titoli di coda dell'episodio 74 (76 secondo la numerazione italiana). Per i film compare solo nel quinto, nel nono e nel sedicesimo, con un ruolo sempre marginale.
Fa apparizioni sporadiche e sparse nella serie, sia negli adattamenti anime dei capitoli (dove in origine è assente) o episodi originali.
È un poliziotto gentile e, come molti altri, ascolta sempre prontamente Conan e non si irrita anche quando un caso spreca il suo tempo. Con la solita scusa di una richiesta di Kogoro, Conan gli chiede spesso delle prove che ha raccolto e lui è spesso felice di rispondere. Durante un'indagine, ma solo nel doppiaggio originale, lo chiama Kobayashi Shōnen (小林少年?), un modo di dire giapponese per "Ragazzo perfetto". Sa fare bene il suo lavoro, tanto da vantarsi con Conan di non omettere niente. Ha una giovane figlia che compare solo nell'anime e gli fa da assistente come agente (刑事?, keiji) nel suo lavoro e, proprio come lui, ascolta sempre prontamente Conan e non si irrita.

### Altri poliziotti di Tokyo

#### Momose
Doppiato in giapponese da Kōzō Shioya, e in italiano da Marco Balbi (ep. 337-338), Pietro Ubaldi (ep. 623).
Momose (百瀬?, Momose), il cui nome di battesimo è sconosciuto (43 anni), è un ispettore (警部?, keibu) e l'unico personaggio ricorrente della terza squadra investigativa (捜査三課?, sōsa sanka), che si occupa dei furti. Compare solo due volte nella serie: nei file 3-4 del volume 38 (episodi 312-313 dell'anime, 337-338 secondo la numerazione italiana) e nel file 7 del volume 60 (episodio 572 dell'anime, 623 secondo la numerazione italiana).
È un ispettore gentile, che ascolta prontamente i Detective Boys e non si irrita anche quando un caso spreca il suo tempo.

#### Toshiro Odagiri
Doppiato in giapponese da Kōji Nakata, e in italiano da Mario Scarabelli.
Toshiro Odagiri (小田切 敏郎?, Odagiri Toshirō) (56 anni) è il capo del keijibu, dunque il diretto superiore di Matsumoto e Chaki, con il grado di keishi-chō (警視長?), il quarto più alto nella polizia giapponese, tradotto impropriamente come "sovrintendente" nella versione italiana del quarto film, nonostante il sovrintendente sia un grado di molto inferiore nella polizia italiana. Compare solo nel quarto, nel quattordicesimo, nel quindicesimo e nel ventiduesimo film, ma non nel manga e nella serie televisiva.
Quando Kogoro era ancora nella polizia, Odagiri era ispettore capo della prima squadra investigativa. Molto severo e prudente per la rigida educazione, con uno sguardo penetrante e inquisitore, molto dedicato al suo lavoro, sospetta di chiunque, compresi gli agenti di polizia e anche se stesso. Da giovane era un campione di kendō e se la cava ancora bene. Ha un unico figlio di nome Toshiya, leader di un famoso gruppo rock.
Nel quarto film, quando due agenti vengono uccisi e Sato ferita gravemente, non esita a ordinare che il caso sulla morte di un medico corrotto sia riaperto contro il proprio figlio, dopo aver scoperto che il suo gruppo rock aveva minacciato la vittima per spaccio di droghe. I suoi dubbi sono spesso in sincronia con quelli di Conan e, avendo capito che lo ritiene un sospettato, lo segue di nascosto nelle sue indagini e scopre la verità. Dopo aver arrestato il colpevole, si congratula con il ragazzino e gli chiede chi sia; prima di rispondere che è solo uno studente delle elementari, Conan usa una frase tipica della polizia per nascondere informazioni: Need not to know ("Non occorre saperlo"). Odagiri gli fa il saluto militare e se ne va, lasciando il merito a Kogoro.
Nel quattordicesimo film presiede con il keishi-sei Tadayoshi Uno una conferenza stampa sugli attentati compiuti da un gruppo di terroristi. Informato da Megure sugli sviluppi, ha lo stesso dubbio di Conan sul modus operandi e la versione di Uno non lo convince.
Nel quindicesimo film presiede con Megure, Shiratori e Kogoro la conferenza stampa sull'attentato al governatore di Tokyo, sventato da Conan lasciando il merito a Kogoro. Aiuta Shinichi a tenere nascosto alla stampa il suo coinvolgimento, in quanto Conan ha dovuto usare la sua voce per ordinare a Megure di fermare il treno. Non dubita come Conan sul vero movente del crimine, seguendo quindi una pista sbagliata.
Nel ventiduesimo film presiede con Megure, Kuroda e un altro alto ufficiale la riunione della polizia su un attentato dinamitardo nel quale Kogoro è il principale sospettato.

#### Hakuba
Hakuba (白馬?, Hakuba), il cui nome di battesimo è sconosciuto, è il padre di Saguru Hakuba e il capo di tutta la Polizia metropolitana di Tokyo, con il secondo grado più alto della polizia giapponese, keishi-sōkan (警視総監?), tradotto come "questore" nella versione italiana dei manga Detective Conan e Kaito Kid, e impropriamente come "sovrintendente" (nonostante il sovrintendente sia un grado di molto inferiore nella polizia italiana), "funzionario di polizia" e "capo della polizia di Tokyo" in quella dell'anime Detective Conan. Compare di fatto solo una volta nel volume 3 del manga Kaito Kid (nel secondo capitolo intitolato L'arrivo di un celebre investigatore, settimo special televisivo e quarto episodio di Magic Kaito 1412), ed è quindi l'unico personaggio della polizia giapponese mai apparso e solo menzionato in Detective Conan. Dopo l'unica apparizione viene infatti solo menzionato dal figlio una volta nel manga Detective Conan e due volte in più nell'anime, oltre che nel capitolo Midnight Crow (1ª parte) di Kaito Kid (episodio 23 di Magic Kaito 1412) e nell'episodio 12 di Magic Kaito 1412.
Ha parlato spesso a suo figlio di Heiji Hattori, il figlio del capoquestore di Osaka Heizo Hattori, che ritiene un detective capace di brillanti intuizioni. Nel sesto film appare Toshio Moroboshi, il suo vice  (警視副総監?, keishi-fuku-sōkan, "fuku" significa appunto "vice", tradotto impropriamente come "vice sovrintendente" nella versione italiana) a capo di tutta la Polizia metropolitana, un po' più vecchio di lui, essendo infatti il nonno paterno di un ragazzino di dodici anni. Sette anni prima, il suo grado era detenuto da Rokuro Momota.

## Polizia di Saitama e di Shizuoka

### Sango Yokomizo
Doppiato in giapponese da Akio Ōtsuka, e in italiano da Federico Danti (ep. 9), Sergio Romanò (ep. 71-74), Marco Balzarotti (ep. 138+ e film 13).
Sango Yokomizo (横溝 参悟?, Yokomizo Sango) (39 anni) è inizialmente l'ispettore (警部?, keibu) di polizia della prefettura di Saitama, quando compare per la prima volta dal file 9 del volume 6 al file 1 del volume 7 del manga e nell'episodio 9 dell'anime. Successivamente, riappare quando viene trasferito alla prefettura di Shizuoka, nel file 4 del volume 8 (episodio 68 dell'anime, 70 secondo la numerazione italiana), e ricompare numerose volte durante la serie.
Ammira tantissimo Kogoro Mori, che considera il più grande detective del mondo, non sospettando che dietro al famoso detective si nasconde in realtà la mente di Conan. Ha spesso intuizioni brillanti ed è molto tenace nel risolvere i casi, ma molte volte, per seguire le errate deduzioni di Kogoro, cambia completamente idee.
Il cognome è quello dello scrittore di gialli storici Seishi Yokomizo, mentre il nome si pronuncia nello stesso modo di "corallo" (珊瑚?, sango), seppur scritto in modo diverso, dato che i suoi capelli assomigliano a coralli.

## Polizia di Kanagawa

### Jugo Yokomizo
Doppiato in giapponese da Akio Ōtsuka, e in italiano da Dario Oppido (ep. 306-308), Marco Balzarotti (ep. 382-398, 590+), Alessandro Maria D'Errico (ep. 451-482 e film).
Jugo Yokomizo (横溝 重悟?, Yokomizo Jūgo) (39 anni) è il fratello gemello di Sango Yokomizo, che appare per la prima volta nel volume 34 (file 9; episodio 284 dell'anime, 306 secondo la numerazione italiana), durante il caso nel ristorante cinese che fa da apriporte per il caso Golden Apple.
Lavora come ispettore della prima divisione investigativa nella prefettura di Kanagawa. Ha un carattere più burbero del fratello e, a differenza di quest'ultimo, è sicuro che il detective Kogoro Mori sia un impostore, e lo chiama "Kogoro l'addormentato" anziché "il dormiente". Alla sua prima comparsa, definisce Sango suo fratello maggiore, ma in realtà sono gemelli e Sango è nato prima. I due, infatti, si somigliano molto fisicamente, con la differenza che Sango ha i capelli crespi mentre Jugo li ha corti e lisci.

### Chihaya Hagiwara
Doppiata in giapponese da Atsuko Tanaka.
Chihaya Hagiwara (萩原 千速 Hagiwara Chihaya?) è il vice ispettore della polizia di Kanagawa, è la sorella maggiore di Kenji Hagiwara e ha 31 anni. Ha i capelli di colore castano chiaro, come Yukiko Fujimine e Yoko Okino. Potrebbe essere sentimentalmente coinvolta con Jugo Yokomizo, dato il loro modo di interagire. Come Sato è brava alla guida, ma tende ad essere troppo spericolata. Chihaya dopo il caso con 12 milioni di ostaggi (Volumi 36-37) ha sempre voluto sdebitarsi con Conan per essere riuscito ad individuare il bombarolo che ha causato la morte del fratello.

## Polizia di Gunma

### Misao Yamamura
Doppiato in giapponese da Toshio Furukawa, e in italiano da Paolo Sesana (ep. 101-215), Gianluca Iacono (ep. 262-263), Lorenzo Scattorin (ep. 311+ e film).
Misao Yamamura (山村 操?, Yamamura Misao) è un agente (刑事?, keiji, solo alla sua prima comparsa definito "tenente" nella versione italiana del manga e "capitano" in quella dell'anime) di polizia in borghese della prefettura di Gunma. Compare per la prima volta nel volume 14 (file 6-8; episodio 96 dell'anime, 101-102 secondo la numerazione italiana).
È molto sbadato e si impressiona facilmente. Spesso viene rimproverato dai superiori, ma ha comunque un ottimo senso della giustizia e si impegna al massimo nel suo lavoro. Nonostante ciò è molto imbranato come poliziotto e le sue deduzioni sono peggiori di quelle di Kogoro, tanto che sia quest'ultimo che Conan sono sempre infastiditi nel dover collaborare con lui. Non ha mai risolto un caso senza l'aiuto di Conan o, nel primo caso, di Yusaku Kudo: quello della sua prima comparsa nella storia, in cui è presente anche Yusaku, è infatti il primo caso di omicidio della sua carriera. Conan a volte lo addormenta come fa con Kogoro. Il suo idolo è Kogoro Mori, ma ammira anche Eri Kisaki e Yukiko Fujimine: alla sua prima comparsa afferma di aver voluto diventare poliziotto perché ammirava molto una poliziotta interpretata da Yukiko in un telefilm. Viene promosso ispettore (警部?, keibu) prima nel tredicesimo film, poi nell'episodio 545 dell'anime (596 secondo la numerazione italiana), anche se questo non avviene nei capitoli corrispondenti del manga (file 9 e 10 del volume 63); nel manga viene promosso nel file 2 del volume 69 (corrispondente all'episodio 600 dell'anime, 651 secondo la numerazione italiana).

## Polizia di Osaka

### Heizo Hattori
Doppiato in giapponese da Takehiro Koyama (ep. 77-712 e film 10 e 17), Kazuhiro Yamaji (film 21, ep. 966+), e in italiano da Riccardo Lombardo (ep. 80), Marco Balzarotti (ep. 124), Sergio Romanò (ep. 283-285), Mario Scarabelli (ep. 537), Marco Balbi (film 10), Alessandro Maria D'Errico (ep. 763-764).
Heizo Hattori (服部 平蔵?, Hattori Heizo) è il padre di Heiji Hattori e il capo della polizia della prefettura di Osaka (大阪 府警 本部長?, Ōsaka fukei honbuchō) con il grado di keishi-kan (警視監?), il terzo più alto nella polizia giapponese, tradotto come "capodipartimento", "capoquestore", "commissario", "capocommissario" o "questore" nella versione italiana del manga e sempre come "questore" in quella dell'anime. Viene menzionato dall'ispettore Megure nel file 3 del volume 10 (episodio 48 dell'anime, 49 secondo la numerazione italiana) e compare per la prima volta nel file 10 del volume 15 (episodio 77 dell'anime, 80 secondo la numerazione italiana).
È sposato con Shizuka Hattori ed è un grande amico e collega di Ginshiro Toyama. Come questi, è perfettamente consapevole dei sentimenti che legano suo figlio Heiji con Kazuha, figlia del suddetto amico.

### Ginshiro Toyama
Doppiato in giapponese da Masato Sako (ep. 118), Shinji Ogawa (ep. 263, film 10, 14 e 17), Masaki Terasoma (film 21, ep. 966+), e in italiano da Orlando Mezzabotta (ep. 124-125), Marco Balzarotti (ep. 283-285), ? (film 10).
Ginshiro Toyama (遠山 銀司郎?, Tōyama Ginshirō) è il padre di Kazuha Toyama e il keijibuchō (刑事部長?) di Osaka, ovvero il capo della polizia criminale, lo stesso ruolo di Odagiri a Tokyo, tradotto come "capitano" o "capo della polizia di Osaka" nella versione italiana dell'anime e impropriamente come "ispettore capo" in quella del manga. Compare solo due volte nella serie, nel volume 19 (file 5 e 8; episodio speciale 118 dell'anime, 124-125 secondo la numerazione italiana) e dal file 11 del volume 31 al file 4 del volume 32 (episodio speciale 263 dell'anime, 283-285 secondo la numerazione italiana), e anche nel decimo, nel quattordicesimo, nel diciassettesimo film e nel ventunesimo. Il nome di battesimo viene rivelato solo nei titoli di coda del quattordicesimo film.
Grande amico e collega di Heizo Hattori, come lui è perfettamente consapevole dei sentimenti che legano sua figlia Kazuha con Heiji, figlio del suddetto amico, e dice che preferirebbe che Kazuha sposasse Heiji piuttosto che qualsiasi altro uomo.

### Goro Otaki
Doppiato in giapponese da Norio Wakamoto, Masaya Onosaka (da giovane), e in italiano da Vittorio Bestoso (ep. 125), Cesare Rasini (ep. 257-258), Tony Fuochi (ep. 282-311), Sergio Romanò (ep. 414+ e da giovane), Marco Balzarotti (film 7), ? (film 10).
Goro Otaki (大滝 悟郎?, Ōtaki Gorō) è un ispettore (警部?, keibu), quindi subordinato di Heizo Hattori e Ginshiro Toyama, che aiuta spesso Heiji a risolvere i casi. Compare per la prima volta nei file 7-8 del volume 19 (episodio speciale 118 dell'anime, 125 secondo la numerazione italiana).

## Polizia di Nagano

### Kansuke Yamato
Doppiato in giapponese da Yūji Takada, e in italiano da Dario Oppido.
Kansuke Yamato (大和 敢助?, Yamato Kansuke) (35 anni) è un ispettore (警部?, keibu) della prima divisione investigativa nella polizia della prefettura di Nagano. Appare per la prima volta durante un caso riguardante due famiglie rivali, che coinvolge sia Conan che Heiji, nel volume 59 (file 5-10; episodi 516-517 dell'anime, 564-566 secondo la numerazione italiana): allora era ancora un agente (刑事?, keiji).
Ha un'evidente cicatrice, formata da due tagli in prossimità dell'occhio sinistro, che, di conseguenza, lo rende parzialmente cieco. Inoltre, è in parte zoppo e cammina quindi con una stampella, essendo stata la gamba sinistra danneggiata a seguito di un incidente: venne investito da una valanga mentre inseguiva un criminale, ritenuto da lui responsabile della morte del poliziotto Kai Kuroto, che lui ammirava molto: questa ammirazione lo indusse a diventare agente di polizia. Fu dato per disperso per sei mesi finché il sospettato non disse che era finito sotto la valanga, ma in realtà si trovava già in ospedale.
Ha un carattere altamente scontroso ed è anche capace di intimidire o spaventare con delle minacce gli indiziati, pur di ottenere le informazioni che gli servono per la risoluzione dei casi. Pare aver capito subito che dietro la mente di Kogoro Mori in realtà c'è Conan. Secondo quanto detto da Yui Uehara, conta più sul suo aiuto che su quello di Kogoro per riuscire a risolvere un caso prima di Takaaki Morofushi.
Kansuke è amico d'infanzia di Yui Uehara, e sono cresciuti insieme in un piccolo villaggio della prefettura di Nagano. Lui non era molto contento del fatto che lei avesse lasciato la polizia, e per questo non la chiamava più per nome, ma è lui a chiederle di tornare nella polizia. Non sopporta quando lei lo chiama in modo affettuoso "Kan-chan" sul lavoro. È anche molto amico di Takaaki Morofushi, nonostante si comportino come rivali nel risolvere i casi: i due erano compagni di classe alle elementari, e già da piccoli si sfidavano in ogni cosa; tuttavia, Yamato prima della sua comparsa non ha mai battuto Morofushi sul lavoro. Quando Yamato era stato dato per morto, Morofushi violò gli ordini per cercare il criminale inseguito dall'amico e fu lui a trovare Yamato in ospedale; ora Yamato vuole persino entrare in una casa in fiamme per salvare Morofushi.
Riflettendo sull'identità di Rum, il vice capo dell'Organizzazione nera, Conan sospetta anche di Yamato, dato che ha alcune delle caratteristiche fisiche che secondo Ai gli sono attribuite dalle voci che girano nell'organizzazione: è di grossa corporatura, ha un occhio solo, se scioglie i capelli può sembrare effeminato, e può sembrare anziano perché cammina con un bastone. Tuttavia, l'autore ha confermato che non è lui.

### Yui Uehara
Doppiata in giapponese da Ami Koshimizu, e in italiano da Dania Cericola (ep. 564-566), Renata Bertolas (film 13), Patrizia Mottola (ep. 608+).
Yui Uehara (上原 由衣?, Uehara Yui) (29 anni) è una poliziotta di grado inferiore a Kansuke Yamato e sua amica d'infanzia. Era sposata con Yoshiro Torada, morto poco prima del primo caso in cui lei compare (volume 59, file 5-10; episodi 516-517 dell'anime, 564-566 secondo la numerazione italiana). Ammirava molto il poliziotto Kai Kuroto, al punto che questa ammirazione la indusse a entrare nella polizia; dopo la morte di Kuroto, quando anche Yamato era stato dato per morto, lasciò la polizia e sposò Yoshiro, membro di una delle famiglie che lei sospettava essere coinvolte nell'uccisione del poliziotto, per cercare di scoprire qualcosa. Alla fine del primo caso in cui compare, rientra nella polizia su invito di Yamato. È innamorata di lui, dato che quando gli dice il motivo per cui ha sposato Yoshiro, considera questo una messa in pratica del Furinkazan, una strategia valida sia nella guerra che nell'amore, di cui aveva parlato. Come Yamato e Morofushi, è perfettamente al corrente della grande intelligenza di Conan. Non conosciamo il suo grado, anche se si sa che, prima di ritirarsi, era subordinata a Yamato e lo è anche quando ritorna nella polizia.

### Takaaki Morofushi
Doppiato in giapponese da Shō Hayami, e in italiano da Paolo Sesana.
Takaaki Morofushi (諸伏 高明?, Moforushi Takaaki) (35 anni) è un ispettore (警部?, keibu) della prefettura di Nagano, che lavora nella polizia locale, nel commissariato di Arano. Il suo soprannome è "Komei" (孔明?, Kōmei), derivato dalla lettura on'yomi degli ideogrammi del nome "Takaaki". Compare per la prima volta nel file 8 del volume 65 (episodio 558 dell'anime, 609 secondo la numerazione italiana).
È amico d'infanzia dell'ispettore Kansuke Yamato, dato che erano compagni di classe alle elementari, e ora si comportano come rivali nel risolvere i casi, pur essendo molto amici: infatti già da piccoli si sfidavano in ogni cosa. Dopo che Morofushi si laureò in giurisprudenza con il massimo dei voti all'università di Toto, entrò subito nella prefettura centrale di Nagano, e da allora ha sempre sconfitto Yamato nelle loro sfide. Quando Yamato era stato dato per morto, Morofushi violò gli ordini per cercare il criminale inseguito dall'amico indagando da solo, riuscì ad arrestarlo e fu lui a trovare Yamato in ospedale; tuttavia, avendo violato gli ordini, fu costretto a trasferirsi dalla questura centrale al commissariato locale di Arano. Anche lui pare aver capito che la mente dietro Kogoro sia Conan.
È più tardi rivelato che Scotch, l'agente di pubblica suicidatosi da infiltrato nell'Organizzazione nera, era in realtà suo fratello Hiromitsu Morofushi, minore di sei anni.

## Polizia di Kyoto

### Fumimaro Ayanokoji
Doppiato in giapponese da Ryōtarō Okiayu, e in italiano da Gabriele Marchingiglio (film 7), Diego Sabre (ep. 746).
Fumimaro Ayanokoji (綾小路 文麿?, Ayanokōji Fumimaro) (28 anni) è un ispettore (警部?, keibu) della prima divisione investigativa del dipartimento di polizia della prefettura di Kyoto. Compare prima nel settimo e nel tredicesimo film, nell'episodio 694 (746 secondo la numerazione italiana), nel diciassettesimo, nel diciottesimo e nel ventunesimo film, poi nel manga, dal file 9 del volume 94 al file 1 del volume 95 (episodi speciali 927-928), in una trasmissione televisiva sul caso negli episodi 941-942, negli episodi 965-968 e nei file 9-10 del volume 102.
Molto serio ed educato, oltre che snob, piuttosto sveglio, essendo di una famiglia Kuge è di nobili origini, e per questo soprannominato Ojaru Keibu (おじゃる警部? semplicemente "L'aristocratico" nel doppiaggio italiano), dove keibu significa "ispettore", mentre ojaru è un verbo arcaico e cortese che significa "essere" o "andare", e ricorda quindi il linguaggio degli aristocratici. Ha occhi stretti e allungati come una volpe, sopracciglia cortissime e un lungo ciuffo a doppia punta che sfiora l'occhio sinistro. Il suo migliore amico e animale domestico è uno scoiattolo striato, e lo porta dovunque tenendolo nella tasca della giacca: Ayumi suggerisce che forse non ha molti amici umani. Era il rivale di Shiratori nella stessa classe. Nel settimo film si vede come sia innamorato di Chikasuzu, una maiko di diciannove anni, che segue spesso di nascosto, ma non si sa ancora se sia ricambiato. Quando scopre che Enkai, il vecchio capo sacerdote di un tempio, è il padre naturale della ragazza, si infuria definendolo "Quello sporco sacerdote!". Intuendo che Heiji abbia un certo interesse per la giovane, cerca invano di allontanarlo dalle indagini su un caso, ma alla fine il ragazzo scopre che il suo primo amore di otto anni prima era Kazuha.
Nel tredicesimo film indaga su un serial killer per conto del falso Matsumoto, scoprendo che due ore prima anche Heiji era venuto a Kyoto per indagare sulla stessa cosa, e riporta le indagini a Shiratori.
Nell'episodio 694 rincontra per caso Kogoro nel negozio di una famosa azienda dolciaria di Kyoto. Essendo un ubriacone incallito, Kogoro non si ricorda di lui e Conan deve ripresentarlo. Nota le capacità deduttive di Conan, ma il ragazzino si giustifica dicendo che in realtà il merito è di Kogoro, di cui Ayanokoji è un grande ammiratore. Nel diciassettesimo film, ambientato il giorno dopo, viene chiamato su una nave da guerra per informare gli ufficiali delle indagini sulla morte di un commilitone al porto di Maizuru, ma senza il suo scoiattolo, essendo severamente proibito portare animali su una nave militare senza una formale autorizzazione del capitano.
Nel diciottesimo film deve proteggere dal colpevole un militare statunitense che alloggia con la famiglia in un albergo di Kyoto, segnalato dall'FBI alla polizia di Tokyo come possibile vittima dopo alcuni casi di cecchinaggio.
Nel ventunesimo film accetta di collaborare con Heiji e Conan per risolvere un caso di omicidio a Kyoto, venendo aiutato anche da Kogoro e dalla polizia di Osaka.
Nel manga indaga con Shinichi, Heiji e Sera su un caso di omicidi seriali a Kyoto. Dimostra di conoscere Conan e i suoi amici, anche se non si fa riferimento alle circostanze in cui li ha incontrati. È la prima volta che incontra Shinichi. Quando vede Heiji, invece, lo riconosce, ma si accerta di non aver sbagliato. Si fida di Shinichi per risolvere il caso.
Negli episodi 965-968 si trova ad Osaka per indagare su un caso di omicidio insieme alla polizia locale, venendo anche aiutato da Conan, Heiji e Kogoro.

### Kurumazaki
Doppiato in giapponese da Ikuya Sawaki.
Kurumazaki (車折?, Kurumazaki), il cui nome di battesimo è sconosciuto, è un giovane agente (刑事?, keiji) in borghese della prima divisione investigativa del dipartimento di polizia della prefettura di Kyoto, assistente di Ayanokoji. Compare solo nell'episodio 694 (746 secondo la numerazione italiana), nel diciassettesimo e nel diciottesimo film, ma non nel manga.
Molto serio ed educato, non sorride mai; è scuro di carnagione e piuttosto tarchiato. Essendo il suo assistente, sostituisce Ayanokoji quando è fuori servizio. È un grande ammiratore di Kogoro. Guida una Nissan Bluebird Sylphy G10 blu scuro del 2003.
Nell'episodio 694, al posto di Ayanokoji fuori servizio, conduce le indagini su un caso di furto di dolci al cioccolato. Nel diciassettesimo film, ambientato il giorno dopo, accompagna Ayanokoji su una nave da guerra per informare gli ufficiali delle indagini sulla morte di un commilitone al porto di Maizuru.
Nel diciottesimo film deve proteggere dal colpevole un militare statunitense che alloggia con la famiglia in un albergo di Kyoto, segnalato dall'FBI alla polizia di Tokyo come possibile vittima dopo alcuni casi di cecchinaggio.